# Соло (фильм)
«Соло» — советский короткометражный чёрно-белый фильм 1980 года режиссёра Константина Лопушанского, его дебютная — дипломная работа.
Считается одним из лучших фильмов о Блокаде Ленинграда, фильм понравился Андрею Тарковскому, у которого Лопушанский годом ранее проходил практику и был ассистентом на съёмках «Сталкера» и в фильме «Соло» попытался воплотить эстетические принципы своего учителя, а также пригласил на главную роль «талисмана» Тарковского актёра Николая Гринько.

## Сюжет
Блокадный Ленинград, зима 1942 года.
Музыкант симфонического оркестра, валторнист, которому вечером исполнять Пятую симфонию Чайковского на концерте в Ленинградской филармонии, который будет транслироваться по радио в Лондон, вспоминает, что у него дома могло остаться пшено, которым он до войны кормил на балконе птиц.

И он идет — через замерзшую Неву, по Васильевскому острову, он поднимается в свою квартиру, где снег сыплется сквозь раскрытую крышу на старое кресло, на плюш колеблемых ветром занавесей. Музыкант не находит пакета с крупой, но зато он по совету дворничихи попадает в баню — открылась!.. И как это снято — и лицо женщины, сжалившейся над замотанным во что попало, исхудавшим мужчиной, и тёплая вода в его ладонях…— журнал Аврора, 1983 год

Чего только стоит эпизод, в котором герой возвращается домой: входит в квартиру, где сохранилась мебель, припорошенная снегом, попавшим внутрь через разрушенную после воздушного удара крышу. А на полу целые сугробы, которые приходится разгребать, чтобы добраться до выдвижного ящика. Затем кадры в бане с ржавыми трубами, тазами и грязным кафелем, где под вой пикирующих мессершмиттов моются изнеможденные войной женщины.— Дмитрий Быков
Впервые за долгое время увидевший горячую воду и помывшийся, он снова идёт домой — и достает из шкафа белую манишку — ведь сегодня концерт. Голодающий, так и не нашедший остатки крупы, которых возможно и не было — и это была лишь его фантазия голодного человека, он идёт в филармонию, где исполнит весь концерт, вместе с такими же, как и он, товарищами.
В конце трансляции советская диктор пожелает спокойной ночи радиослушателям в Англии, а горстка еле живых музыкантов в блокадном городе медленно истаивает, как и огарки свечей на пюпитрах.

## В ролях
- Николай Гринько — Александр Михайлович, музыкант-валторнист
- Юрий Родионов — Сергей
- Виктор Гоголев — Виктор Сергеевич
- Гелена Ивлиева — домоуправ
- Нора Грякалова — соседка Александра Михайловича
- Валентина Смирнова — банщица
- Светлана Смирнова — беременная женщина в бане
- Людмила Аржанникова — диктор на радио
- Ольга Волкова — эпизод
- Кирилл Гун — эпизод

Примечание: Кирилл Гун в своей эпизодической роли выступает фактически в роли камео — он действительно был артистом в условиях Блокады Ленинграда, не эвакуировался, а осенью 1943 года даже вступил в Красную Армию для участия в прорыве блокады, и осенью 1944-го был демобилизован и вернулся в театр. Эта роль в фильме — последняя его роль.

## Создание
Фильм — дебютная — дипломная работа режиссёра (мастерская Эмиля Лотяну).
По словам режиссёра, у фильма есть ещё один автор — Евгений Алексеевич Линду, учитель ленинградской школы № 235, создатель школьного музея «А музы не молчали…», в который он зашёл в поисках темы для фильма о Блокаде Ленинграда и нашёл, что искал.

## Критика
М. Л. Жежеленко отметила, что фильм снят в стиле «рационалистического эссеизма», и подчеркнула роль музыки в нём — музыка дала непосредственную сюжетную основу фильму.
Фильм высоко оценён критикой:

Пожалуй, самый пронзительный эпизод в фильме — не финальный апофеоз, а та сцена, где герой, не отыскав пшена в тайниках комода, чуть не наступает широким валенком на упавшую в снег фотографию родных. Любое напоминание о жизни здесь кажется неуместным: концертный фрак с бабочкой в почему-то не развалившемся шкафу внутри заваленной снегом комнаты без потолка; обнаженная беременная женщина в бане рядом с худым и голым музыкантом; книга, потерявшая былую ценность и годная только на растопку…

Холодный и прокуренный голос дикторши, обращающейся к «лондонским друзьям», кажется, не о концерте объявляет, а бесстрастно читает эпитафию.— киновед Максим Медведев, журнал «Киноведческие записки», 2001 год

В «Соло», чей аскетичный мир вырастает из взаимного противоборства стоицизма и обреченности, деликатно растворены «тарковские» пластические реминисценции; черно-бела ткань завораживает фактурной изменчивостью — от рельефных форм и резкой лепки до нежного размыва границ, когда внятные цвета соскальзывают в многообразие оттенков серого.— киновед Любовь Аркус, «Новейшая история отечественного кино», 2001 год

Надо напоследок сказать несколько слов об эмоциональной, самой трудноуловимой стороне дела: сколько бы я ни смотрел получасовое «Соло», с которого, собственно, Лопушанского и узнали как режиссера, эту трехчастную, без единого слова хронику одинокого пути музыканта-дистрофика на репетицию, — я в финале реву неудержимо.— Дмитрий Быков, 2008 год

## Награды
- Главный приз на II фестивале произведений молодых кинорежиссёров в Москве (1980).
- Приз за лучшую режиссуру на XI ВКФ «Молодость-80» в Киеве (1980).
- Приз «Золотой медвежонок» и «Специальный приз» киноклубов Бильбао фильму на XXII МКФ документальных и короткометражных фильмов в Бильбао, Испания (1980) .